# نیروی زمینی کرواسی
ارتش کرواسی (کرواتی: Hrvatska kopnena vojska) شاخه‌ای از نیروهای مسلح جمهوری کرواسی است.